# 311

311(삼백십일)은 310보다 크고 312보다 작은 자연수다.

## 수학
- 64번째 소수(素數)다. 앞의 소수는 307, 다음 소수는 쌍둥이 소수인 313이다.
  - 베르누이 수의 분자 {\displaystyle B_{292}}를 나눌 수 있는 비정규 소수다.
- {\displaystyle 311=101+103+107}
  - 연속하는 세 소수(素數)의 합으로 나타낼 수 있으며, 이 성질을 지닌 앞의 수는 301, 다음 수는 319다.
- {\displaystyle 311=53+59+61+67+71}
  - 연속하는 소수(素數) 5개의 합으로 나타낼 수 있으며, 이 성질을 지닌 앞의 수는 287, 다음 수는 331이다.
- {\displaystyle 311=31+37+41+43+47+53+59}
  - 연속하는 소수(素數) 7개의 합으로 나타낼 수 있으며, 이 성질을 지닌 앞의 수는 281, 다음 수는 341이다.
- {\displaystyle 6^{5}-1}은 311로 나누어떨어진다.

## 과학
- NGC 311(영어판): 물고기자리 방향에 있는 렌즈형은하.

## 교통

### 철도
- 수도권 전철 3호선 정발산역의 역번호.
- 부산 도시철도 3호선 남산정역의 역번호.
- 대구 도시철도 3호선은 311번 역이 없고, 312번부터 시작한다.

### 도로
- 고속도로 및 국도
  - 유럽 고속도로 311호선: 네덜란드 위트레흐트에서 브레다까지 이어지는 유럽 고속도로.
  - 오토루트 311호선(프랑스어판): 프랑스의 고속도로. 오토루트 31호선(프랑스어판)의 지선도로.
  - 일본 311번 국도(일본어판): 미에현 오와세시에서 와카야마현 니시무로군 가미톤다정까지 이어지는 일본의 국도.
- 기타 도로
  - 311번 지방도: 경기도 오산시 부산동에서 용인시 기흥구까지 이어지는 대한민국의 지방도.
  - 현도 제311호선

## 군사
- U-311(영어판, 독일어판): 제2차 세계 대전에 사용된 나치 독일의 군용 잠수함.

## 문화유산
- 대한민국의 국보 제311호: 안동 봉정사 대웅전
- 대한민국의 보물 제311호: 노인 금계일기
- 대한민국의 사적 제311호: 경주 남산 일원

## 방송
- U+ TV의 플레이런TV 채널 번호.

## 기타
- 날짜: 3월 11일
  - 도호쿠 지방 태평양 해역 지진 (2011년)
  - 후쿠시마 제1 원자력 발전소 사고 (2011년)
- 연도: 311년, 기원전 311년
- 311 (밴드)
- 3-1-1
- 삼성물산에서 만든 스포츠 의류 브랜드 311이 있었다. 2007년 2월에 사업을 중단하였다.

## 같이 보기
- 3/11